# Vehnemoor

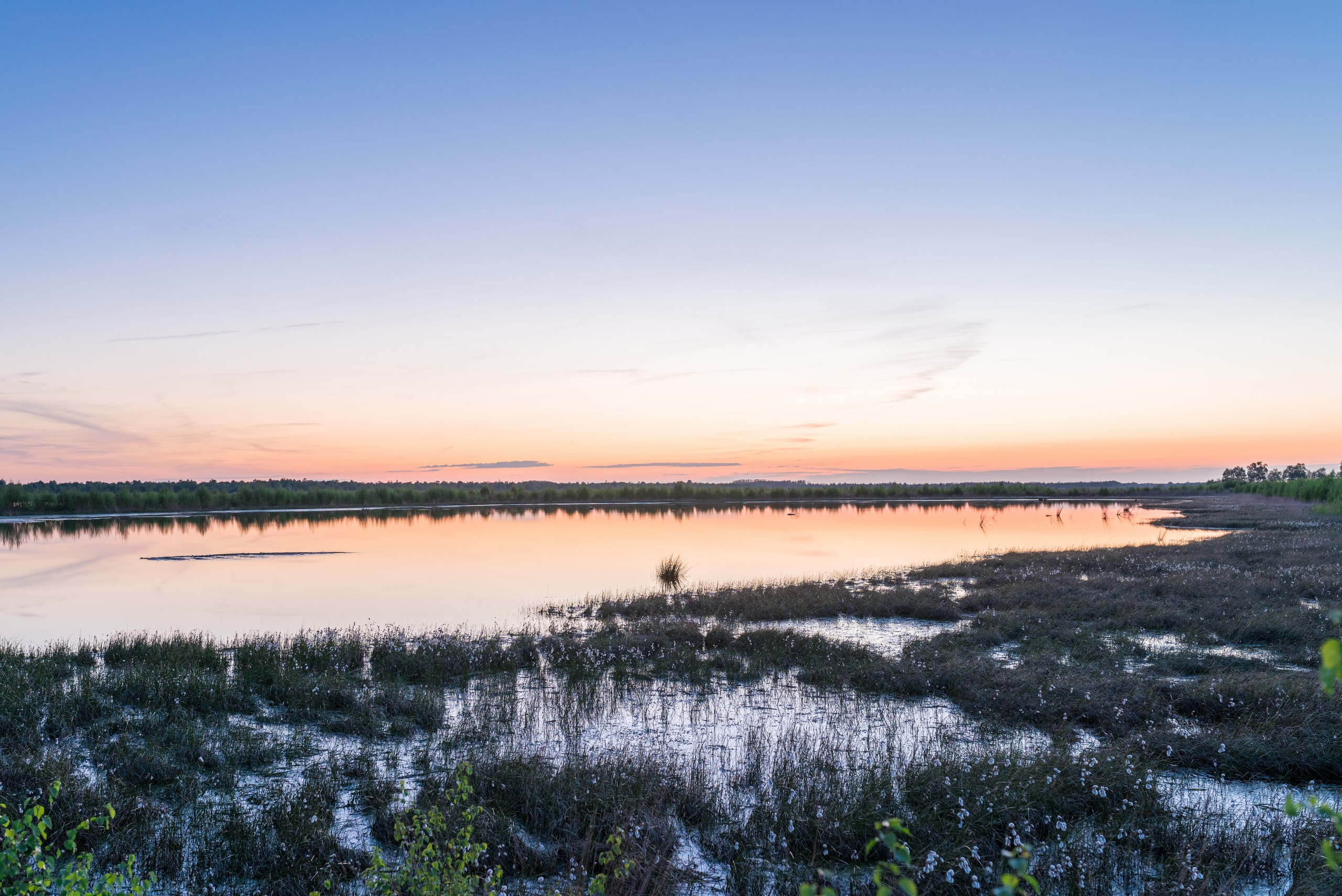
Abendstimmung im Naturschutzgebiet „Vehnemoor“ (2015)

Das Vehnemoor ist einer der größten Hochmoorkomplexe in Nordwest-Niedersachsen.

## Vehnemoor

### Naturräumliche Lage
Das über 1600 ha große Vehnemoor ist der östliche Ausläufer der Hunte-Leda-Moorniederung. Diese in Ost-West-Richtung verlaufende Niederung trennt auf einer Länge von etwa 60 km und einer Breite von bis zu 25 km die Ostfriesisch-Oldenburgische Geest von den Geestschwellen von Hümmling und Cloppenburger Geest. Naturräumlich wird das Vehnemoor im Südwesten, Süden und Osten von den Esterweger Geestinseln, den Garreler Talsandplatten, dem Wardenburger Land und dem Oldenburger Geestsporn halbkreisförmig umgeben. Im Norden teilt der weit hereinragende Eschhügel der Edewechter Geest die Niederung. Östlich davon bildet die Geestinsel von Jeddeloh I sowie das Wildenlohsmoor die Grenze, westlich davon geht das Vehnemoor in das Lange Moor sowie das Fintlandsmoor über. Namensgebend ist die das Moor von Süden nach Norden durchfließende Vehne. Über diesen kleinen Moorfluss erfolgte bis Mitte des 19. Jahrhunderts die Gebietsentwässerung, danach hat der heutige Küstenkanal, der das Vehnemoor zentral in ost-westlicher Richtung durchzieht, die Funktion der Hauptvorflut übernommen. Heute wird das Vehnemoor zudem von einem dichten Gitter strukturarmer Entwässerungsgräben geprägt.

### Entstehung
Die großen Moorgebiete Nordwestdeutschlands entstanden in den Warmzeiten des Holozäns. Durch Abschmelzen der Eismassen der Elster- und Saale-Eiszeiten bildete sich eine Grundmoräne, deren Relief sich durch Bodenkriechen einebnete und absenkte. Das mitgeführte Geschiebe aus Ton, Kies sowie vorwiegend Fein- und gelegentlich Mittelsande bildet heute den mineralischen Untergrund des Vehnemoores. Aus diesen sandigen Substraten bildeten sich ausgeprägte Auswaschungsböden mit wasserstauendem Verdichtungshorizont im Untergrund (Podsole). Als vor etwa 8000 Jahren ein Temperaturanstieg erfolgte und feuchteres ozeanisches Klima einsetzte, begann in den podsolierten, dauerfeuchten Senkenbereichen großflächiges Wachstum von Torfmoosen. Ihre abgestorbenen Vegetationsreste bildeten in den kommenden Jahrtausenden die organischen Böden des Naturraumes „Hunte-Leda-Moorniederung“.
Heute herrschen im Vehnemoor feuchte bis nasse, örtlich frische, meist entwässerte, nährstoffarme Hochmoorböden, bei Moorkultivierung örtlich auch Sandmischkulturen und gekuhlte Flächen vor. Mit Einsetzen des industriellen Torfabbaus und der landwirtschaftlichen Kultivierung ist das natürliche Moorwachstum bis auf wenige Refugien zum Erliegen gekommen.

### Besiedlungsgeschichte und Rohstoffabbau
Im Vehnemoor wurden mehrere bedeutende archäologische Funde gemacht, darunter mehrere vorgeschichtliche Bohlenwege, eine Bienenklotzbeute aus der Zeit um 500, die beiden Moorleichen, die Männer von Husbäke, und ein Prachtmantel. Eine weitere im Vehnemoor gefundene Moorleiche ist der Mann aus Hogenseth. Der Fund wurde allerdings nicht wissenschaftlich untersucht. Bis weit in das 19. Jahrhundert trennte das früher unwegsame und fast nur im Sommer passierbare Vehnemoor das protestantisch geprägte Oldenburg vom katholischen Münsterland. Dadurch war das Moor politische wie auch konfessionelle Grenzregion. Ein Verkehrsweg und Leitlinie der früheren Besiedelung und Kultivierung war die durch kleine Sandaufschüttungen erhöhte Flussaue der Vehne. Die Erschließung des Moores erfolgte von Norden, von der Jeddeloher Geestinsel und den sie umgebenden, von der Vehne durchströmten Niedermooren. Erst mit der etwa 1730 einsetzenden Moorbrandkultur konnten trockenere Randbereiche wirtschaftlich genutzt werden. Die unwegsamen Ödländereien wurden auch zur Haltung anspruchsloser Heidschnucken genutzt.
Eine erste, ganzjährig in Nord-Süd-Richtung nutzbare Wegeverbindung durch das Vehnemoor war der ab 1815 angelegte „Edewechter Damm“, an dem später auch die gleichnamige Siedlung Edewechterdamm entstand. Die Hauptphase der Besiedlung erfolgte allerdings erst durch den Bau des Küstenkanals, der die weiten Flächen des Vehnemoores durch Entwässerung nutzbar machte. In seiner Folge wurden beidseits des Kanals Moorkolonien gegründet, die den Siedlern anfangs einen mühsamen Lebenserwerb durch Anbau von Buchweizen und Torfstich ermöglichte. Später traten – begünstigt durch den Transportweg Küstenkanal – zahlreiche Torfwerke und Moorgüter hinzu (z. B. in Ahrensdorf, Edewechterdamm, Harbern), die maschinell Brenntorf abbauten. 1916 wurde in Bösel-Edewechterdamm die Vehnemoor GmbH mit dem Ziel gegründet, dem damaligen großen Mangel an Kohle durch großflächige, maschinelle Brenntorfgewinnung gegenzuwirken. Dieser industrielle Torfabbau prägt – wenn auch heute überwiegend für Gartenbausubstrate – bis heute den Zentralbereich des Vehnemoores nahe Edewechterdamm. Im Ort Overlahe befindet sich zudem ein Produktionsstandort der Firma Klasmann-Deilmann, einer Unternehmensgruppe zur Produktion und Vertrieb von Kultursubstraten für den Erwerbsgartenbau in Deutschland. Folgen der flächigen Abtorfung sind ein massiver Rückgang naturnaher Hochmoorbereiche. Heute sind noch etwa 2200 ha zur Abtorfung vorgesehen. Im Gebiet der Vehnemoor-Gesellschaft wurden in den 1950er Jahren abgetorfte Moor übersandet und anschließend durchmischt („Sand-Moor-Mischkultur“) und so ackerbaulich nutzbar gemacht (heute: Siedlung Overlahe in Bösel). Die Randbereiche des Vehnemoores haben trotz starker Entwässerung vielfach noch eine ursprüngliche Hochmoortorfauflage und sind überall durch Weidewirtschaft und Moorgrünlandnutzung geprägt.

#### Vehnemoor GmbH
Direkt am Hunte-Ems-Kanal (heute: Küstenkanal) lag das 1650 ha große Moorgut Vehnemoor von Friedrich von Essern. 1916 verkaufte von Essern sein landwirtschaftlich genutztes Moorgut inklusive Wohn- und Wirtschaftsgebäuden, Geräten und Viehbeständen. Käufer war Georg Klasmann jun., der das Potenzial des Moorguts zum Torfabbau erkannte und das Gut Vehnemoor für 670.000 Mark erwarb. Kurze Zeit stieg der Torfproduzent Friedrich Graf von Landsberg-Velen mit 250.000 Mark in den Kauf des Moorgutes ein.
Am 21. Juni 1916 gründeten die beiden Gesellschafter die Vehnemoor GmbH mit Sitz in Oldenburg. Vorgesehen war der Aufbau eines Torfwerkes, was jedoch im Ersten Weltkrieg durch Mangel an Material und Arbeitskräften vorerst nicht möglich war. Stattdessen wurde bis Ende des Krieges zuerst nur die vorhandene Landwirtschaft von ursprünglich 20 auf 105 ha ausgedehnt.
Nach Ende des Ersten Weltkriegs wechselte noch unter Geschäftsführer Klasmann 1919 der Firmensitz nach Edewechterdamm-Bösel. Der Bau des Torfwerks konnte nun beginnen. Am 10. November 1921 verließen die ersten Torfballen das neu erbaute Werk. Der Weißtorf wurde vorerst noch im Handstich abgestochen. Die Zukunft sollte aber der maschinellen Abtorfung gehören, wie Klasmann 1921 erläuterte: „Es werden […] Vorbereitungen getroffen, um mit dem Torfbaggern anzufangen. Auch ist eine Torfstreufabrik für 40.000 t Jahresleitung im Bau. 30 ha sollen jährlich abgetorft werden. Man wird mit einem Kapitalaufwand von 5 Mio. Mark für das Unternehmen rechnen müssen.“
Bereits 1922 wurde der maschinelle Abbau mit zwei Wielandt-Baggern aufgenommen, nachdem eine Hochspannungsleitung fertiggestellt war.
Wichtig für den wirtschaftlichen Erfolg war die Möglichkeit des Massenguttransportes zu überregionalen Märkten. Daher erfolgte als eine der ersten Maßnahmen 1920 der Werksanschluss an die Kleinbahn Bad Zwischenahn–Edewechterdamm. Daneben ermöglichte die verkehrsgünstige Lage am Hunte-Ems-Kanal den Schiffstransport zum Bremer Überseehafen, wodurch die Vehnemoor GmbH schnell eine Bedeutung als Exportwerk erlangte. Torf aus dem Vehnemoor wurde so auf die Kanarischen Inseln und bis in die USA transportiert.
Der wirtschaftliche Erfolg lockte bald auch viele Arbeiter aus Thüringen und Sachsen, die infolge der wirtschaftlichen Krise Anfang der 1920er bei der Vehnemoor GmbH Arbeit suchten. Als Unterkunft für neue Saisonarbeiter wurden Baracken errichtet. Für das Stammpersonal, Torfmeister und Handwerker wurde 1924 ein noch heute bestehendes, dreistöckiges „Arbeiterheim“ gebaut, in dem 75 Personen untergebracht werden konnten.
1930 wurden bereits knapp 450.000 Torfballen jährlich exportiert.
Im Zweiten Weltkrieg waren ab Mai 1942 bei der Vehnemoor GmbH auch sowjetische „Zivilarbeiter“ beschäftigt. Die Betriebsleitung kritisierte gegenüber den NS-Stellen, dass diese Zivilarbeit „in der schlechten Verfassung und in der mangelhaften Verpflegung“ für die schwere Akkordarbeit ungeeignet waren. Angesichts dieser Situation, kommentierte der Torfbetrieb, „sei es sinnvoller, eine geringere Anzahl von Zivilrussen in Deutschland einzusetzen und diese dann besser zu verpflegen“. Auch durch diesen Einspruch wurde die Lebensmittelzuteilung im Werk im Oktober 1942 angehoben.
Nach dem Krieg trat zunehmend die Produktion gartenbaulicher Kultursubstrate an die Stelle von Brenntorf. 1991 wurde der Bahnanschluss wegen mangelnder Rentabilität stillgelegt, der Transport der Torfprodukte erfolgt heute mit dem LKW oder dem Schiff. 1990 fusionierte die Vehnemoor GmbH mit der Firma Deilmann und wird seitdem in der Klasmann-Deilmann GmbH weitergeführt. Bis heute ist das Vehnemoor ein wichtiger Produktionsstandort für Klasmann-Deilmann.

#### Trivia: Vehnemoor als Grenzort
- In der alten Gaueinteilung Norddeutschlands bildete das Vehnemoor den historischen Grenzraum zwischen dem Lerigau und dem Ammergau. Mit kleinen Verschiebungen bildet das Moor – speziell der es in Ost-West-Richtung durchziehende Küstenkanal – bis heute die Grenze zwischen den Landkreisen Cloppenburg und Ammerland. Gleichzeitig bildet es immer noch eine Konfessionsgrenze (nördlich: evangelisch, südlich: katholisch).

- Eine gern erzählte Grenzanekdote betrifft auch den Schanktresen des Arbeiterheims der Vehnemoorgesellschaft. Durch ihn verlief die Grenze der damaligen Gemeinde Bösel und Altenoythe. Man konnte also in der einen Gemeinde ein Getränk bestellen und es kurz darauf in der anderen trinken.

### Die Sage vom Dustmeer
In der Grenzkarte Oldenburg/Münster von 1755 ist inmitten des Vehnemoores noch das 20 ha große Dustmeer als „does-meer“ kartiert. Diese geologische Besonderheit eines Hochmoorsees bestand bis zur Trockenlegung um 1950. Nach einer Volkssage rührt die Bezeichnung Dustmeer von Teufelsmeer her. Ähnlich der Sage von der Entstehung des Zwischenahner Meeres hat auch hier der Teufel einen Klumpen Erde aus dem Boden gerissen, um damit eine Kirche (in Altenoythe) zu treffen. An dem Ort, wo er die Erde entnahm, entstand später das Dustmeer.

## Naturschutzgebiete im Vehnemoor

### Anlass
Mit steigendem Umweltbewusstsein der Bevölkerung seit Ende der 1970 stellte sich auch die Frage nach der wirtschaftlichen Erfordernis des großflächigen Torfabbaus. 1989 zeigte sich bei öffentlichen Diskussionen zur vorläufigen Sicherstellung kleinerer Teilflächen des Vehmemoors als Naturschutzflächen (Vehnemoor-West, Jordanshof und Dustmeer), dass die Renaturierung nach Abtorfung in weiten Teilen ungeklärt war. Daraufhin gründete sich die Interessengemeinschaft zur Rettung des Vehnemoores e. V. mit dem Ziel, die verbliebenen Restflächen aus industrieller Abtorfung abschließend für eine Regenerierung zu sichern. Die betroffene Torfindustrie reagierte mit eigenen Gutachten zur Naturverträglichkeit des Torfabbaus.

### Naturschutzgebiet Vehnemoor
Das Vehnemoor ist ein Naturschutzgebiet in den niedersächsischen Landkreisen Ammerland und Cloppenburg. Das Naturschutzgebiet mit dem Kennzeichen NSG WE 270 hat eine Fläche von 1.676 ha. Es liegt im Süden der Gemeinde Edewecht und im Norden der Gemeinde Bösel. Seit 2008 steht es unter Naturschutz. Zuständig sind die Landkreise Ammerland und Cloppenburg als untere Naturschutzbehörden.
Das ehemalige Naturschutzgebiet Vehnemoor-Dustmeer (Kennzeichen: NSG WE 208; Fläche: 64 ha, seit 1991), für das allein der Landkreis Cloppenburg zuständig war, ist seit 2008 mit gesamter Fläche Bestandteil des neu ausgewiesenen Naturschutzgebietes Vehnemoor.
Das gilt ebenso für das ehemalige Naturschutzgebiet Vehnemoor-Jordanshof (Kennzeichen: NSG WE 206, seit 1991), das mit einer Gesamtfläche von 96 ha ebenfalls 2008 im Naturschutzgebiet Vehnemoor aufgegangen ist. Hier hatten der Landkreis Ammerland mit 48,5 ha und der Landkreis Cloppenburg 47,5 ha fast gleich großen Anteil.

### Naturschutzgebiet Vehnemoor-West
Darüber hinaus existiert das Naturschutzgebiet Vehnemoor-West (Kennzeichen: NSG WE 207). Für das 87 ha großen Schutzgebiet ist allein der Landkreis Cloppenburg als untere Naturschutzbehörde zuständig. In dem sich regenerierenden Gebiet mit HochmoorGrünland, Stadien von Hoch- und Übergangsmooren und Moorwald wachsen Pfeifengras, Glocken-Heide, Besenheide und Birken.